# Auctoritas

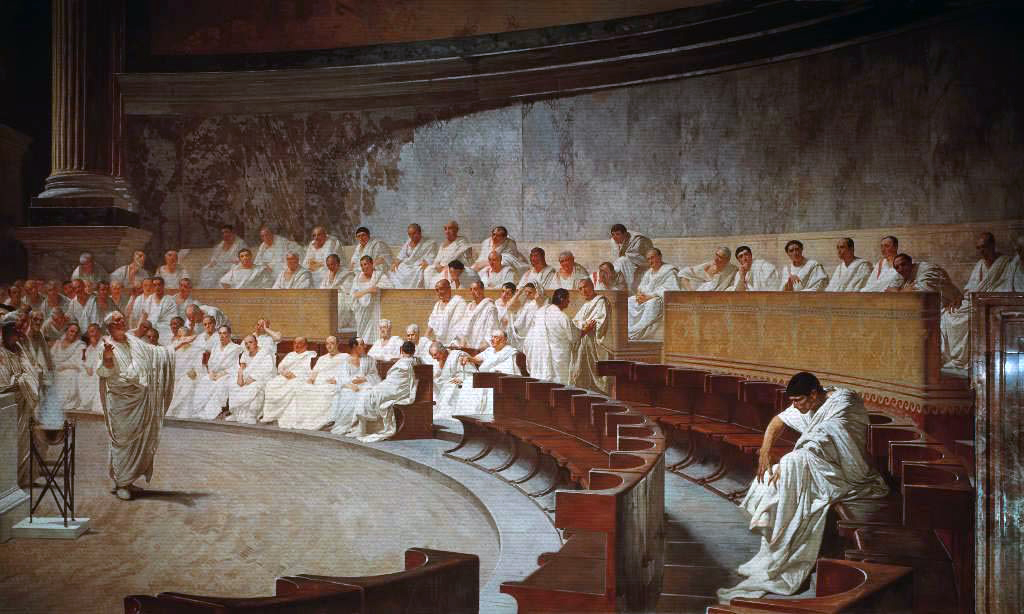
Weergave van een zitting van de Romeinse Senaat: Cicero valt Catilina aan (detail van een negentiende-eeuwse fresco).

Auctoritas is een Romeins waardebegrip dat in de politiek van de Romeinse Republiek een beduidende rol speelde. De beste omschrijving is waardigheid, aanzien, invloed. De auctoritas werkte vooral daar als regulerende onderscheidingsgrond, waar geen juridische voorschriften voorhanden waren. Auctoritas kon zowel aan één persoon als aan een geheel (v.b. de senaat) toekomen.
Het is hierbij karakteristiek, dat zonder een formeeljuridisch statuut deze politieke onderscheidingen zich laten voelen en hun raadgevingen algemeen worden geaccepteerd. Zo schreef Imperator Caesar Augustus in zijn Res Gestae over de grondslag van zijn macht: „Na dit tijdstip (27 v.Chr.) stond ik in invloed (auctoritas) ver boven ieder ander, maar ik heb niet meer macht gehad dan de mensen die in de verschillende ambten mijn collega waren.“
De auctoritas senatus zou vanaf de vroege Republiek het instrument zijn van de senaat om instructies te geven aan priesters en anderen auctoritate senatus en we treffen in het werk van Titus Livius regelmatig wetten en andere initiatieven aan ex auctoritate patrum. In de Late Republiek zou echter het senatus consultum deze functie overnemen en werd de term auctoritas senatus gebruikt om de mening van de meerderheid van de senatoren aan te duiden die echter door het veto van een tribunus plebis of een procedurefout niet als senatus consultum werden aanvaard. Voor Marcus Tullius Cicero was de verhouding tussen het Romeinse volk en haar senaat (SPQR) duidelijk: „Terwijl de potestas zich onder het volk bevindt, bevindt de auctoritas zich in de senaat“. Aldus gaf de senaat haar auctoritas aan plebiscita (volksbesluiten) en haar consilium (raad) aan de magistrati, die zelf in auctoritate senatus waren.

## Referentie
- J.P.V.D. Balsdon, Auctoritas, Dignitas, Otium, in CQ2 10 (1960), pp. 43-50.